# Langeled Pipeline

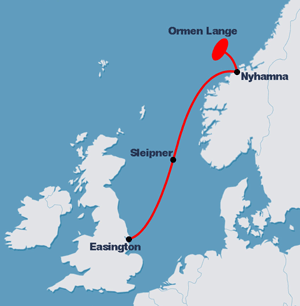
Verlauf der Langeled Pipeline

Die Langeled Pipeline ist eine  Unterwasser-Pipeline von Norwegen nach England. Sie war bis zur Fertigstellung der Nord Stream die längste Unterwasser-Pipeline der Welt. Mit ihr wird norwegisches Erdgas von den Aufbereitungsanlagen in Nyhamna auf der Insel Gossa abtransportiert. Sie verbindet damit Ormen Lange und Sleipner – zwei der größten Erdgasfelder Norwegens – mit dem Gasterminal Easington in East Riding of Yorkshire im Vereinigten Königreich.

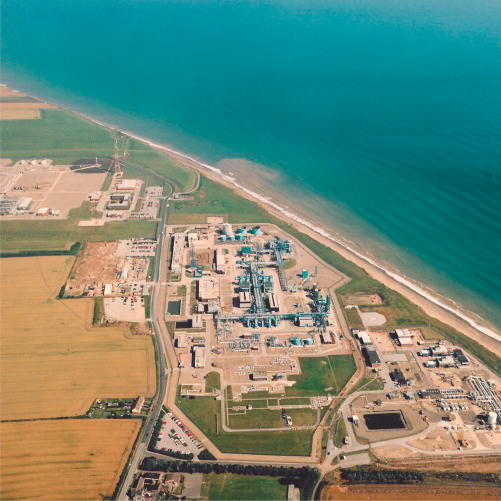
Gasterminal Easington

## Technische Daten
Die Langeled Pipeline gliedert sich in zwei Hauptabschnitte, die nacheinander in Betrieb genommen wurden. Der südliche Abschnitt verläuft vom Gasfeld Sleipner nach Easington. Dieser Abschnitt wurde in einem Durchmesser von 1066 Millimetern (44 Zoll) ausgeführt und am 1. Juni 2006 eröffnet. Der nördliche Abschnitt vom Gasterminal Nyhamna zum Sleipner-Feld wurde am 1. Oktober 2007 eröffnet und mit einem Durchmesser von 1016 Millimetern (42 Zoll) verlegt. Die Gesamtlänge der Pipeline beträgt 1166 Kilometer und die Kapazität 69,4 Millionen Kubikmeter pro Tag.
Rund 800 Kilometer der Rohrleitungen der Pipeline wurde vom deutschen Unternehmen Europipe hergestellt. Der größte Teil der Pipeline wurde vom Rohrleger Castoro 7, damals noch unter dem Namen Acergy Piper im Eigentum von Acergy, gelegt. Aber auch die Solitaire von Allseas, einer der weltweit leistungsfähigsten Rohrleger, und die Saipem 7000 von Saipem kamen zum Einsatz.
Seit etwa 2018 ist der nördliche Anfang von Langeled in Nyhamna zugleich der Endpunkt der Polarled-Pipeline, mit der Gas aus dem weitere 480 Kilometer nördlicheren Fördergebiet Aasta Hansteen herangeführt wird.